# 包稅
包稅制（Farming或Tax-farming），為一種财务管理制度。在該體系內，可變收入流的管理權，就通常以法律合同約定形式轉予第三方，而（發包）收入流的持有者就會從承攬方那定期獲得定額租金。這個技術最常用於公共财政，即政府（出租人）會將徵收和保留全部稅金的權限出租或轉讓予私家金融商（包稅人the farmer），後者負責支付固定金額（有時稱為「租金」，但與現代普通術語的含義不同）進入国库。一些時候如同米格爾·德·塞萬提斯的案例一樣，包稅人會是政府雇員，有僱傭報酬，而所有被徵收的資金就歸由政府收入囊中。
原文這種意義上的包稅Farming除了隱喻意義上的意思，與农业並無關聯。

## 詞源
Farm擁有這個意思，可能有兩種來源方向。

### 源自古典拉丁文
在一些信源當中可以找到Farm及其法語版本的ferme ，法語版是最顯著於Fermiers Generaux（general farm）上下文內使用，它來自於中世紀拉丁語firma ，意思是「固定的協議，合約」，再上溯最終則起源自古典拉丁語的形容詞firmus ， firma ， firmum ，意思是「堅定的、強壯的、結實的、堅定的、不動的、確定的、值得信賴的」 。這個詞的現代農業意義，也是源於相同的起源，在這個起源裡面基於英格蘭封建土地分封的中世紀土地「持有人」（實質無人「擁有」土地、僅有國王本人以他異體allodial的頭銜而擁有）可能會讓土地（即出租土地）置於一個持續經營業務的合約之下（而不是作為次級分封的領地sub-infeudated fee），也就是意味著，作為一個產生收入流的單位連同所屬從工人、牲畜和滯留物（即工具），會供予獲得合約所許可的次級土地保有人，去充分資源利用（或稱之為firma ），他可以保留從保有的地產中汲取的所有收益，以換取固定租金（付予地主）。因此，由土地所產生的收入流權利，已就成了由出租人（因此嚴格來說可能是farmor）所「耕耘」，而次級土地保有人則成為「農場的所有者」，或者新創造的一個詞farmee。因為這是大眾社會最熟悉的農業交易形式，所以「農民」farmer這個詞就成為了農務產業的次級保有人的代名詞。

### 源自古英文
依據其他信源顯示， farm這個單詞有源自中古英语的ferme （「農場，租金，收入；從農民那所蒐集的收入；因素，管理，膳食，盛宴」），有源自古英语的feorm，farm （「供應物，食物商店，補給品，財產；由佃戶或附庸提供予國王或領主的供應物；租金, 盛宴, 利益, 庇護」） ，也有源自原始日耳曼语的irmō, *firχumō (「生活手段，生活用具」) ，有原始印欧语的* perk w u- （「生命、力量、武力」）。它也和其他古英语單詞有所關聯，諸如feormehām （「農場」）、 feormere （「供應商、雜貨商」）、 feormian （「供應、維持」）和feorh （「生命、精神」）。這些資料表明，古英語單詞不尋常地被中世纪拉丁语借用為firma或ferma ，並供予古法语ferme 和奥克西唐语ferma作為同一用語。不過這些論述是被那些表明firma源自古典拉丁語firmus的信源所駁斥。這個詞延續了「租金、農場辦公室、收入來源、盛宴」的相同含義。已經存在於古英語單詞中的「租金，固定付款」含義，由於該詞與（這些信源所聲稱）不相關的拉丁语firmus （「牢固，坚固」）和firmitas （「安全，坚定」）間的相似性質，而被進一步強化 。

## 包稅內的估價形制
承有產業的次級土地保有人，只有在他仔細評估其價值之下才能獲利。儘管現代财务管理理论已將此類計算簡化為科學形態的公式，但過去較精明的金融商是有頭腦會很好地理解所涉及的計算，無論這些公式過程是於頭腦裡還是就在沙子上做標記（進行）。對相關收入流的長期平均年度總價值進行估計，是可以通過檢查過去的記錄和賬目而得出，並會根據影響未來的任何新情況進行調整。在這之後，就是扣除受風險要素影響的折損數目以及更進一步扣除受货币时间价值影響的折損數目。有問題的風險因素，是與構成收入流的一些債務可能違約或延遲給付有相關。如有這種情況就會導致收入流的變化。由此產生的數目，就形成為次級土地保有人願意給付以履行農場產業承租人約定的最高租金。在此情況下他可獲取的利潤，就變成了他可以從農場獲得的任何收入再減去其可付租金，以及減去他於打理事務、強制徵收和採集工務等開銷後，所剩的餘額。因此，農場的次級土地保有人所應有技巧，首先在於通過夸大相關現金流的風險（可變性）而談判一個有利的租金數額，其次在於對由此分配給他的債務上所進行的打理工作，也就是說要看他作為一般的債務託收人和總務經理的技能。他還必須確信他有能力強制債務得到償付，這個是最終要通過法律意義的審判設施完成，在該設施裡面，他必須支付提起訴訟的標準費用，這些都是在政府當局即農場的出租人所總攬框定的法律體系下進行的。他在這時是不能作為出租人的代理，而是作為主債務人。

## 歷史上的使用

### 羅馬帝國
包稅制度最初是古罗马的一種做法，在那裡羅馬當局是將徵税職責重新分賦予一些私人或團體。從本質上講，這些個人或團體為某個地區和某個時期繳納了稅款，之後他們會圖試通過向該地區的人們徵收金錢或可銷售的貨品來抵償回他們的支出項目。該種體系是由盖约·格拉古於公元前123年所建立，主要是為了提高罗马（首府）本身的徵稅效能，不過這種體系很快被各省復刻。在羅馬帝國，這些以（代為）徵收稅金替代他們要向國家支付的出價（即租金）的私家個人及團體，就被稱為publicani ，其中最著名的是門徒马修，他是在加利利省迦百鄉村的一名publicanus。該體制曾被廣泛地濫用，對此奥古斯都和戴克里先都制定過改革措施。包稅制度的做法，被通常認為是有引致到西羅馬帝國在西欧的衰落。

### 封建時代的英格蘭
中世紀的英格蘭君王們是頻繁採用「永久租佃領地權益」fee-farm形式做出不動產轉讓許可，這個權益屬於封建土地保有的一種形式。一个例子是以下由君主威廉二世（1087-1100）簽發的令状，授出一個百人地區以永久租佃地產形式予索尼修道院Thorney Abbey持有：
威廉，以英格蘭國王之名，向亨廷顿郡的所有司政官和貴族們致以問候。請知悉，我已将諾曼克羅斯百人區當作永久租佃地產授出予索尼的修道院長和僧侣持有，並以100先令的年租交取為（永租）代價，這筆年租我是命令他們要交付予我在亨廷顿的司政官。為遵重這項安排，我是禁止我手下任何官吏對他們做出傷害或侮辱。

### 中世紀時代的埃及
埃及首席拉比薩爾·沙洛姆·本·摩西曾被指控從事包稅，這個後來令他被迈蒙尼德逐出社區。

### 鄂圖曼帝國
iltizam (鄂圖曼土耳其語：‎  ) 包稅制度系統，是在蘇丹穆罕默德二世時期所建立，而正式終止於1856年坦齐马特改革時期。

### 其他使用
除了羅馬人，歷史上同類事例還包括托勒密、塞尔柱、馬木留克、鄂圖曼、路易十六之前的法國參見Ferme générale、1862年之前俄罗斯和20世紀之前荷兰东印度群岛參見Pacht的稅金徵收手法。在許多個案情况裡，例如伊克塔的阿拔斯王朝所實操的做法，這些權限都是有一個權威所授予，在該個例中便是哈里發，以換取對方所提供或承諾的服務。在拜占庭的pronoia系統裡，類似的權限通常是從王室那購買的。儘管這類安排在某些方面似乎與封建制度相似，但仍存在顯著的差異，包括國家權力的延續，以及至少在pronoia的情況下，理論上約定許授的時間限制。在許多情況下，包括上面提到的那些，稅收權利與封建領地的情形不一樣，是不可轉讓或不可分割的。

## 優點
包稅制是经济发展史上重要的一步，即其提供了一種无需徵稅官僚机构，或在這種官僚機構無法運作或無法維持的時期裡，可以直接於大範圍內徵稅的手段。在托勒密時代的埃及、中世紀西歐多個國度、奥斯曼帝国和莫卧兒帝國，以及大清中國，都使用過類似於羅馬模式的包稅制度。隨著諸政權變得更強大，在包稅制所帶來的收入推動下，這種做法被停止，而代之的則是集權化徵稅體制。轉變的部分原因，是包稅系統往往依賴於國家機器、帮派和秘密社团之外的富裕個體。

## 缺點
包稅制系統的關鍵缺陷，是尋求長期稅金收取源的國家，與尋求在盡可能短時間內由投資中牟利的包稅人之間，所產生的緊張關係。由此所導致的是，包稅人會經常以各種方式虐待納稅人，傾向於將他們的經濟活動從戰略性長期項目轉向短期創收。包稅人一種常見的濫用行為，是對所收取相當於付稅的貨物價值做出過低估值，以此令包稅人轉售貨物以製造新的牟利渠道。這種濫用行為，是通過限制商人對其業務進行再投資的能力來扼殺經濟增長，從而限制了長期可產生的稅金數額。
與所有形式的高利貸一樣，這一過程的明顯缺點，是徵稅人讓自己也插足到交易之中，以犧牲借款人（納稅人）為代價而牟取利潤。這樣是會造成嚴重的利益衝突。例如，在有記載的人類歷史上大部分時間裡，一般不贊成以有息借貸，但稅費或租金是可以接受的。因此，一旦政府正式確定了通過銀行放貸，那麼可令部分準備金銀行業務運作的國債，就必須用以包括徵稅的所得來抵付。所以我們從政府將「稅收」權出售給私家人士（無論是封建屬性還是商貿屬性），轉變為允許同一群體創造資金借給政府（當然是免費的），然後政府就必須徵稅來償還債務和支撐貨幣體系。 
因此，如上所述，包稅制度或部分準備金銀行業務的最大問題，就是定價扭曲。從我們現代自己的經濟情況看，當房子、汽車、股票的價格與借貸掛鈎時，這些商品的價格就不再是供求關係，而是融資批核關係。與人為地對實物提供的商品做價值折損的包稅人一樣，在這些商品的價格扭曲方面，我們也面臨著同樣的情況。 
現在可能會有部分爭辯說，為房屋或汽車支付「少量」額外費用對經濟並不重要。此外，有趣的是，我們知道住房、食品和其他費用和稅金的價位，在 2000年左右的時間里一直保持在大約 1/3、1/3 和 1/3，但是，我們經常看到這些比率發生變化，因為這些商品的標價是與它們的效用，甚至它們的內在價值無關，而是與銀行家和徵稅人所定義的內容有關。更重要的是，在「自由市場」經濟中，如果某樣東西的價格下降了，它也都會拖累到其他所有東西。例如，過去100年的大多數主要衰退都與意外的價格衝擊（石油危機、互聯網泡沫破滅）或銀行崩潰有關。這些是「市場」對房屋和汽車等資產做出錯誤定價的反應。因此，這並不是關於短期與長期投資的關係，而是關於長期地做出錯誤定價以使（封建地主或銀行業務）的圈層可牟取利益。 

## 現代

### 印度次大陸及遠東
在孟加拉國、印度和中國大陸等地區，橋樑和道路的收費，以及湖泊和森林等公共財產的應得權益，通常會出租予私家個人或機構實體。

## 消歧義

### 私有化徵稅
包稅制並非現代私有化徵稅的代名詞，後者是私家的個人或公司徵稅再轉交給政權以換取佣金或費用，而不承擔任何納稅人違約的風險。包稅制則是投机性的，這意味著產業的次級保有人，是承擔著全部違約債務的風險。此外，業務保有人通常被要求需要在租約期限裡提早地支付租金，而這筆錢必須從他自己的資源中籌集，直到開始徵收產業內的收入流（後再更換給付基礎）。

### 保理業務
在英国，自2010年7月起， HMRC對「低價值債務」的部分徵稅工作是已外包給債務收繳代理人。然而，債務收繳代理人，和賬款保理人一樣，並非收入來源的真正包稅人，因為這些實體都是不承擔任何的違約風險。相反，他們發放貸款是預期為未來獲得更多收入，此類貸款始終是可收繳回來的，而且是以收入流本身作為擔保。

### 簡單代償
1999年的時候，孟加拉國家稅務局 (NBR) 與捲煙生產公司協商了每月應繳納的最低增值税(VAT) 金額，即使增值税是從價稅，即可變收益稅。 NBR釆取這一步驟是因為在自我清關系統下，對捲煙生產和銷售的監控被證明是困難的。雙方當時同意，如果捲煙生產公司支付了NBR所規定的最低收入，則將取消有形意義的監控。 NBR採用了這種財務管理技術，是用來避免巨額的監控成本，同時確保了會獲得更多的收入。

## 延伸閱讀
- - Chowdhury, F. L. (2007): NBR's attempt at Tax Farming - fixed VAT on Cigarettes in 1999, Desh Prokashon, Dhaka.
  - Levi, M. Of (1988), Rule and Revenue, California Series on Social Choice and Political Economy (13), University of California Press.
  - Stella, P., (1992) Tax Farming: A Radical Solution for Developing Country Tax Problems? (September 1992). IMF Working Paper No. 92/70.

## 外部鏈接
- 罗马税 （页面存档备份，存于）